# Distancias (película)
Distancias es una película del año 2008.

## Sinopsis
Un grupo de refugiados del Congo está bloqueado en Rabat. La frontera con España les impide cruzar a Europa. En una remota habitación en la periferia de la ciudad ensayan una pieza de teatro sobre su propia experiencia. Una obra imperfecta, inacabada. La vida real se confunde con su representación. Entre ellos, Apollinaire cuenta, frontalmente, un eterno viaje de final incierto. Archivos televisivos muestran migrantes expulsados al desierto, obligados a empezar de nuevo. Rostros que han perdido sus nombres. Detrás permanecen los espacios vacíos de lo sucedido. Huellas silenciosas que revelan su historia como nuestra.

## Premios
- Premio del Público - Festival dei Popoli, Florencia 2008

## Festivales
Rompan Límites – Muestra de Cine Experimental de Maldonado (Uruguay). “Border, displacement and creation. Questionen the contemporary” (Oporto). I Festival de Cine Migrante de Bogotá. Festival Migrant Scène de Toulouse y Burdeos. I Festival de Cine Migrante de Buenos Aires. IV Festival Sinima de Soria. XV MedFilm Festival – Cine del Mediterráneo de Roma. 14 Festival Internacional de Cine de Ourense. Perspektive 09 - Festival Internacional de Cine Documental de Nuremberg. VI Festival de Cine Africano de Tarifa. Muestra Ovni 2009, CCCB. VI Documenta Madrid – Festival Internacional de Documentales.

## Website
- http://distancias.es